# Іван Вишошевич
о. Іван Вишошевич, ЧСВВ (хресне ім'я Юрій, прізвище також Вішошевіч; хорв. Ivan Djuro Višošević; 25 листопада 1887, Стойдрага — 9 грудня 1969, Загреб) — хорватський церковний діяч, греко-католицький ієромонах-василіянин, доктор богослов'я і канонічного права, духівник Української папської колегії святого Йосафата в Римі, ректор Греко-католицької духовної семінарії в Загребі (1924—1956).

## Життєпис

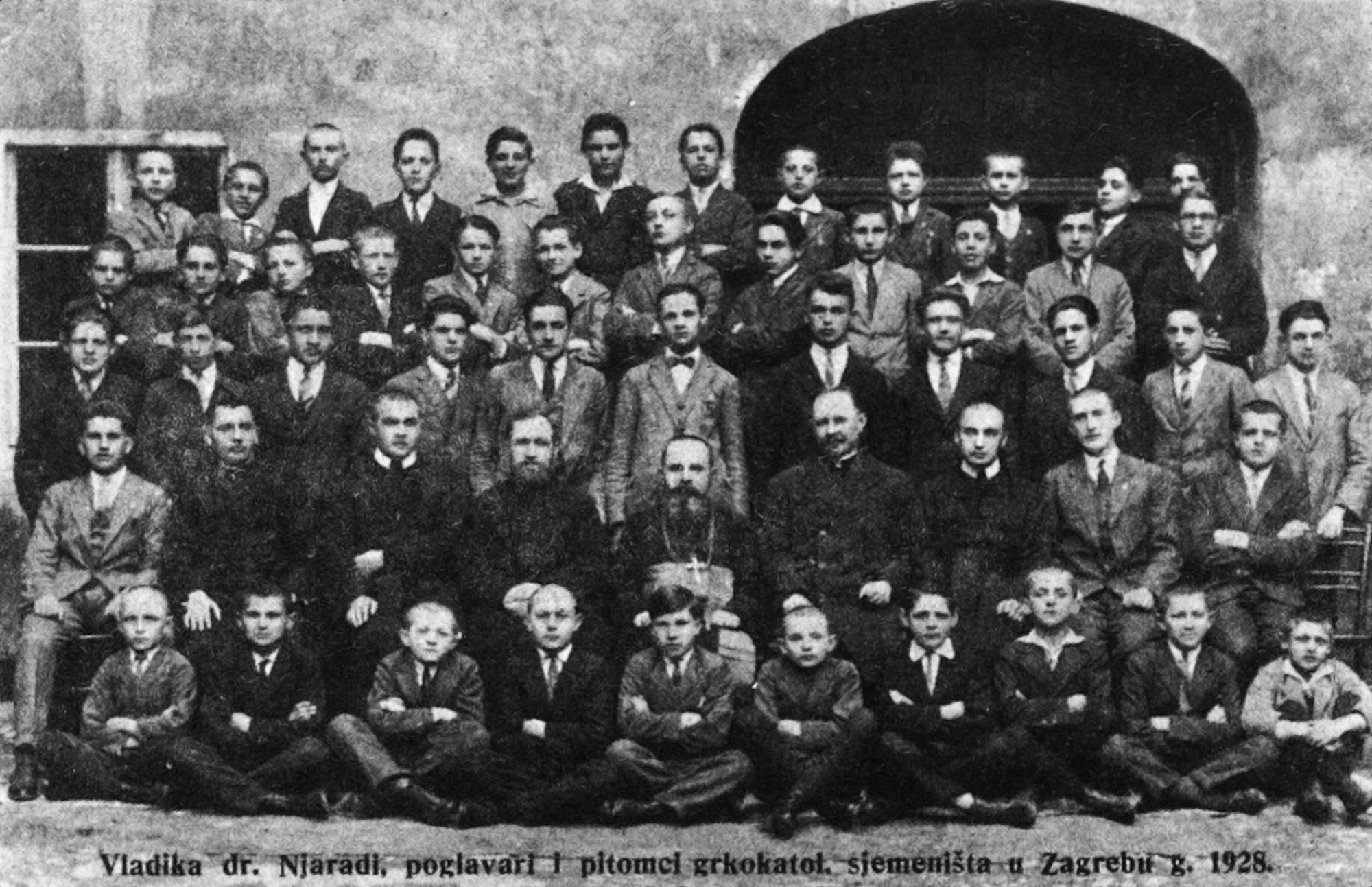
Єпископ Діонізій Няраді, ректор о. Іван Вишошевич (ліворуч від єпископа) та студенти греко-католицької семінарії в Загребі

Юрій Вишошевич народився 25 листопада 1887 року в селі Стойдрага (тоді Австро-Угорщина, нині належить до Загребської жупанії в Хорватії) в сім'ї греко-католицького священника Янка Вишошевича і його дружини Зори. Після першого року студій в греко-католицькій семінарії в Загребі за порадою владики Діонізія Няраді 16 травня 1908 року вступив до Василіянського Чину на новіціят у Крехові. На облечинах отримав чернече ім'я Іван. 14 січня 1910 року склав перші обіти і, відбувши до кінця навчального року риторику в Крехові, переїхав до Лаврова на дворічні студії філософії (1910—1912). Богослов'я вивчав у Римі в Папському Григоріанському університеті та проживав в Українській папській колегії святого Йосафата. 26 квітня 1914 року склав вічні обіти у Василіянському Чині. Через початок війни Італії з Австрією навесні 1915 року разом зі всіма студентами і настоятелями колегії змушений був залишити Рим і на доручення протоігумена о. Платоніда Філяса поїхав на студії до єзуїтської колегії Канізіянум в Інсбруці, які закінчив докторатом (тема «Mt 16, 17-19 in critica recentiorum protestantorum (nominatim Aregusti Dell)», захист 12 квітня 1917). 7 липня 1915 року був рукоположений єпископом Діонізієм Няраді у Радатовичах, де його батько був парохом.
Перші роки після висвячення провів о. Іван Вишошевич у Галичині, спочатку як професор церковного права й історії для василіянських богословів у Лаврові в 1917—1921 роках, а відтак як духовник у Перемишльській греко-католицькій духовній семінарії (1921/1922). Наступного року отримав призначення на духовника Української папської колегії святого Йосафата в Римі і за два роки зумів також закінчити студії канонічного права в Григоріанському університеті, осягнувши другий докторат. Коли в 1924 році василіяни на прохання владики Няраді перебрали провід Греко-католицької семінарії в Загребі, то ректором став о. Іван Вишошевич. На цій посаді пробув він повних 32 роки аж до 1 вересня 1956 року. Крім цього був адміністратором загребської парафії, членом подружнього суду, просинодальним екзаменатором, настоятелем василіянської вітки в Югославії та провідником монахинь василіянок і служебниць Крижевецької єпархії.
Помер о. Іван Вишошевич 9 грудня 1969 року в Загребі.

## Публікації
Писав статті хорватською, українською та латинською мовами.
- О. Марко Галущинський, ЧСВВ // Записки Чина св. Василія Великого, Том І, Вип. 1-4. — Жовква 1924. — С. 292—298.
- De disciplina monastica apud catholicos ritus graeco-slavi // Bogoslovni vestnik, VI, zvezek 1/2, Ljubljana 1926. — S. 99—114.